# Congress Socialist Party
Die Congress Socialist Party (CSP, Hindi कांग्रेस समाजवादी दल) war eine Gruppierung innerhalb des Indischen Nationalkongresses (INC). Sie wurde 1934 zur Zeit Britisch-Indiens gegründet und versuchte, eine stärker sozialistisch ausgerichtete Politik innerhalb des INC durchzusetzen. Außerdem lehnte sie die Teilnahme an Wahlen und lokalen Selbstverwaltungen ab, solange diese unter der Ägide der britischen Kolonialherren stattfanden. Nach der Unabhängigkeit Indiens 1947 verschärften sich die Gegensätze und im März 1948 trennten sich die in der CSP organisierten Sozialisten von der Kongresspartei und gründeten eine eigene politische Partei, die Sozialistische Partei Indiens (Socialist Party of India).

## Parteigeschichte

### Anfänge unter dem Dach der Kongresspartei
Anfang der 1930er Jahre intensivierte der Indische Nationalkongress seine Kampagne gegen die britische Kolonialherrschaft. Am 26. Januar 1930 veröffentlichte der Kongress in Lahore die Purna Swaraj-Deklaration, in der die Unabhängigkeit Indiens gefordert wurde. Vom 12. März bis zum 5. April 1930 fand Gandhis Salzmarsch statt. Dem folgte eine Massenbewegung von gewaltlosem Widerstand (Satyagraha), auf die die britische Kolonialadministration mit Massenverhaftungen und Polizeimaßnahmen reagierte. Die drei Round-Table-Konferenzen zwischen November 1930 und Dezember 1932 führten zu keiner dauerhaften Einigung zwischen der britischen Regierung, dem Kongress und den anderen Kräften in Britisch-Indien. Zahlreiche Anhänger und Sympathisanten Gandhis und des Kongresses wurden inhaftiert.
Zu einer Keimzelle der späteren Sozialistischen Partei wurde das Gefängnis in Nasik in der Präsidentschaft Bombay. Dort waren 1932–33 zur gleichen Zeit mehrere Aktivisten inhaftiert, die ähnliche Ansichten über die Rolle des Kongresses in der Unabhängigkeitsbewegung und dessen gesellschaftspolitische Ziele hatten. Dies waren Minoo Masani, Achyut Patwardhan, Asoka Mehta, Yusuf Desai und Jayaprakash Narayan.
Im Juli 1933 trafen sich verschiedene Sozialisten in Pune und verabschiedeten ein vorläufiges Programm einer Verfassung für eine künftige sozialistische Partei, den sogenannten „Pune-Entwurf“ (Poona draft). Die Gründungskonferenz der Congress Socialist Party fand schließlich am 17. Mai 1934 in Patna (Bihar) statt. Erster Präsident der CSP wurde Acharya Narendra Deva und erster Generalsekretär Jayaprakash Narayan. Die CSP richtete einen Apell an alle sozialistischen Gruppierungen in Indien, an ihren Konferenzen teilzunehmen. In der CSP sammelten sich Personen, die mit der offiziellen Politik des Kongresses, an Wahlen zu den Provinzialversammlungen teilzunehmen, obwohl Indien weiter unter britischer Kolonialherrschaft stand, nicht einverstanden waren. Außerdem strebten die CSP-Anhänger eine marxistisch-sozialistische Ausrichtung der Kongress-Politik an, grenzten sich gleichzeitig aber auch von der Kommunistischen Partei (CPI) ab. Die CSP stand dem von Mohandas Gandhi vertretenen Grundsatz der absoluten Gewaltfreiheit skeptisch gegenüber und befürwortete einen aktiveren Befreiungskampf. Formell bildete die CSP aber keine eigenständige Partei, sondern war eine von mehreren Fraktionen innerhalb des Kongresses. Einige ihrer Führer, wie Deva, Narayan und Patwardhan gehörten zeitweise mit zum Working Committee, dem zentralen Führungsorgan des Kongresses. Die CSP war nicht die einzige sozialistische Fraktion innerhalb des Indischen Nationalkongresses. Auch Jawaharlal Nehru und Subhash Chandra Bose vertraten sozialistische Richtungen und der Kongress hatte auf seiner Sitzung in Karatschi 1931 ein von sozialistischen Ideen inspiriertes Wirtschaftsprogramm verabschiedet. Trotz aller ideologischer Differenzen sahen die Sozialisten den Indischen Nationalkongress als die einzige Massenorganisation, die von sich behaupten konnte, dass sie einen großen Teil der indischen Bevölkerung repräsentierte. Außerdem war die große integrative Kraft Mohandas Gandhis ein entscheidender Faktor dafür, dass die Sozialisten mit im Verbund des Kongresses blieben. Gandhi war stets um Integration möglichst vieler gesellschaftlicher Gruppen in den Kongress und nicht um Abgrenzung bemüht und kam den Forderungen der Sozialisten vielfach entgegen.
Nach 1935 verfolgten die Kommunisten in Indien gemäß den Vorgaben der Komintern eine Volksfront-Politik und schlossen sich zu großen Teilen der CSP an, was zur Folge hatte, dass die CSP in einzelnen Provinzen, wie Madras und Orissa von den Kommunisten dominiert wurde. Auf ihrem Kongress in Ramgarh im März 1940 schloss die CSP offiziell die Kommunisten aus ihren Reihen aus. Äußerer Anlass waren die unterschiedlichen Haltungen angesichts des Kriegsausbruchs in Europa, jedoch auch die Erkenntnis Narayans, dass die Politik der CPI wesentlich durch die Komintern gesteuert wurde und die gemeinsame Plattform mit der CSP ihr nur als politisches Vehikel diente. Der Bruch führte dazu, dass große Teile der CSP-Organisation in den südlichen Provinzen (insbesondere Madras) weitgehend an die Kommunisten verloren gingen. Während des Weltkrieges unterstützte die CSP die Politik der Kongressführung, sprach sich gegen die Kriegsteilnahme Indiens im Verbund des Britischen Empires aus und unterstützte beispielsweise die „Quit India“-Bewegung 1942, an der die Sozialisten besonders aktiv teilnahmen, weil dies ihrer Wunschvorstellung von aktivem Widerstand entgegenkam. Die Sozialisten opponierten ebenso wie der übrige Kongress auch gegen die kommunalistische Politik der Muslimliga unter Muhammad Ali Jinnah.

### Bruch mit der Kongresspartei
Nach Kriegsende nahm die in Großbritannien neu gewählte Labour-Regierung unter Premierminister Clement Attlee neue Verhandlungen mit der Führung der Kongresspartei über die zukünftige Selbstverwaltung Indiens auf. Die CSP lehnte die Verhandlungen ab und wollte stattdessen eine Massenbewegung schaffen, die die Briten aus Indien vertreiben sollte. Bei der Debatte des All India Congress Committee im Juni 1947 um den Mountbatten-Plan zur Teilung Britisch-Indiens in einen mehrheitlich muslimischen Staat Pakistan und einen mehrheitlich hinduistischen Staat Indien stimmten die Sozialisten dagegen. Letztlich wurde der Plan jedoch angenommen und am 14./15. August 1947 wurden Indien und Pakistan durch die Briten in die Unabhängigkeit entlassen. In Indien übernahmen die Führer der Kongresspartei die politische Macht.
Ein Zentrum sozialistischer Aktivitäten war die Stadt Bombay, wo sich auch das zentrale Büro des CSP befand. Dort war auch der kommunistisch dominierte Gewerkschaftsverband All India Trade Union Congress (AITUC) besonders aktiv. Aufgrund dieser kommunistischen Dominanz beschloss die Führung des Kongresses im Jahr 1947, einen eignen Gewerkschaftsverband zu gründen. Dagegen sprachen sich die Sozialisten unter ihrem lokalen Führer Asoka Mehta aus. Mehta hätte lieber eine Demokratisierung der Strukturen des AITUC vorangetrieben, anstelle einer Neugründung. Dessen ungeachtet wurde im Mai 1947 der Indian National Trade Union Congress (INTUC) gegründet. Die Sozialisten zogen sich zwar auch aus dem AITUC zurück, schlossen sich aber nicht dem INTUC an. Die Kongressparteiführung, darunter insbesondere Vallabhbhai Patel lehnten wirtschaftspolitische sozialistische „Experimente“ ab und stellten die Sozialisten letztlich vor die Alternative, entweder ihre eigene CSP-Sonderorganisation aufzugeben und sich vollständig zu integrieren, oder aber die Kongresspartei zu verlassen. Auf Verlangen der Kongressführung nannte sich die CSP auf ihrer Konferenz in Kanpur vom 23. Februar bis 1. März 1947 in Socialist Party um, um deutlich zu machen, dass die von ihm vertretenen Ziele nicht die Ziele der gesamten Kongresspartei waren. Die Parteiordnung der Kongresspartei wurde dahingehend geändert, dass separate Gruppierungen mit eigener Verfassung nicht mehr erlaubt waren. Vermittlungsversuche zwischen den Sozialisten und der Kongresspartei insbesondere seitens Gandhi scheiterten. Nach der Ermordung Gandhis forderten die Sozialisten die Kongressregierung und insbesondere Innenminister Patel zum Rücktritt auf, da sie Gandhi nicht ausreichend hatten beschützen können. Damit war ein offizieller Bruch mit dem INC unumkehrbar und die Sozialisten beschlossen auf ihrer Konferenz in Nasik vom 19. bis 21. März 1948 unter ihrem Generalsekretär Jayaprakash Narayan offiziell, die Bindungen zur Kongresspartei zu lösen. Dies war die Geburtsstunde der Sozialistischen Partei Indiens.

## Tagungen der Congress Socialist Party
Die CSP hielt zwischen 1934 und 1948 insgesamt sechs Tagungen ab. Generalsekretär bei allen Versammlungen war Jayaprakash Narayan.
| Nr. | Datum                    | Ort     |
| --- | ------------------------ | ------- |
| 1.  | 21.–22. Oktober 1934     | Bombay  |
| 2.  | 20.–21. Januar 1934      | Meerut  |
| 3.  | 24.–25. Dezember 1937    | Faizpur |
| 4.  | 12.–13. April 1938       | Lahore  |
| 5.  | 23. Februar–1. März 1947 | Kanpur  |
| 6.  | 19.–21. März 1948        | Nasik   |